# Hrabstwo Honolulu
Hrabstwo Honolulu (ang.: City and County of Honolulu, Honolulu County; dawniej: Oahu County) – skonsolidowane miasto-hrabstwo w stanie Hawaje w Stanach Zjednoczonych.
Należy do niego miasto Honolulu (stolica stanu i jego największa metropolia) oraz pozostała część wyspy Oʻahu, a także kilka małych sąsiednich wysp, w tym Północno-Zachodnie Wyspy Hawajskie z wyłączeniem atolu Midway.
Według szacunków United States Census Bureau w roku 2009 miasto-hrabstwo Honolulu miało 907 574 mieszkańców.
Obecnym burmistrzem Honolulu jest Kirk Caldwell.
Dewizą hrabstwa jest Haʻaheo No ʻO Honolulu co po hawajsku oznacza „duma Honolulu”.

## Geografia
Według US Census Bureau, hrabstwo zajmuje łączną powierzchnię 5510 km² z czego 1560 km² (71,8%) stanowią wody gruntowe a większość tego obszaru stanowi Ocean Spokojny, który je otacza.
W hrabstwie znajdują się 4 obszary objęte ochroną. Są to:
- James Campbell National Wildlife Refuge
- Oahu Forest National Wildlife Refuge
- Papahānaumokuākea Marine National Monument
- Pearl Harbor National Wildlife Refuge
- Pomnik USS Arizona

Morzem terytorialnym graniczy z hrabstwem Maui od południowego wschodu i Kauaʻi od południowego wschodu.

### CDP
| - ʻĀhuimanu - ʻAiea - East Honolulu - Ewa Beach - Ewa Gentry - Ewa Villages - Halawa - Haleʻiwa - Hauʻula - Heʻeia - Hickam Housing - Honolulu - Iroquois Point | - Kaʻaʻawa - Kahaluʻu - Kahuku - Kailua - Kalaeloa - Kāneʻohe - Kapolei - Kawela Bay - Ko Olina - Lāʻie - Māʻili - Mākaha - Mākaha Valley | - Makakilo - Maunawili - Mililani Mauka - Mililani Town - Mokuleia - Nanakuli - Ocean Pointe - Pearl City - Punaluu - Pupukea - Royal Kunia - Schofield Barracks | - Wahiawa - Waialua - Waianae - Waikele - Waimalu - Waimānalo - Waimanalo Beach - Waipahu - Waipiʻo - Waipio Acres - West Loch Estate - Whitmore Village |